# Мост Арпада
Мост Арпада (венг. Árpád híd) — мост через Дунай в Будапеште, Венгрия. Один из самых протяжённых будапештских мостов. До 1958 года назывался «Мостом Сталина». Современное наименование мост получил в честь венгерского правителя Арпада.
Мост на этом месте существовал ещё при древних римлянах и соединял Аквинк с крепостью на пештской стороне. Современный мост был заложен в 1939 году, но к началу Второй мировой войны были готовы только опоры моста. Строительство было завершено только после войны, в 1950 году.
Мост Арпада является оживлённой транспортной магистралью венгерской столицы. Движение автомобильного транспорта организовано по трём полосам в каждом направлении, пешеходные тротуары обустроены по обеим сторонам. Ежедневно по мосту Арпада проезжает более 150 тыс. автотранспортных средств.